# In silenzio (serie televisiva)
In silenzio è una serie televisiva thriller psicologica spagnola del 2023 distribuita da Netflix e interpretata dagli attori Arón Piper, Manu Ríos, Almudena Amor e Cristina Kovani.

## Trama
Sergio Ciscar ha smesso di parlare il giorno in cui ha ucciso i propri genitori senza mai collaborare con la giustizia e senza mai rivelare le motivazioni del crimine. Esce di prigione sei anni dopo e un team di psicologi ha l'incarico di determinare il potenziale pericolo che rappresenta per la società, osservandolo segretamente giorno e notte.

## Episodi
| Stagione       | Episodi | Prima TV Spagna | Prima TV Italia |
| -------------- | ------- | --------------- | --------------- |
| Prima stagione | 6       | 2023            | 2023            |

## Produzione
El silencio è stato creato da Aitor Gabilondo, la cui prima ispirazione per creare la serie è stata la frase "Ogni gigante muore stanco di essere osservato dall'esterno", attribuita al musicista argentino Luis Alberto Spinetta. La serie è stata annunciata da Netflix per la prima volta nell'ottobre 2021, in una presentazione dei suoi prossimi progetti spagnoli, come una miniserie thriller creata da Gabilondo e prodotta dalla sua società di produzione, Alea Media, nel suo primo progetto. Le riprese della serie sono iniziate nel maggio 2022, con protagonista l'attore Arón Piper.

## Distribuzione
Alla fine di febbraio 2023, Netflix ha rilasciato le prime immagini e il trailer di El silencio e ne ha annunciato l'uscita per maggio 2023.